# 제슈프군

포트카르파츠키에주 지도에 표시된 제슈프군의 위치

제슈프군(폴란드어: powiat rzeszowski)은 폴란드 포트카르파츠키에주에 위치한 군으로 면적은 1,218.8km2, 인구는 168,614명(2019년 기준), 인구 밀도는 140명/km2이다. 군청 소재지는 제슈프이지만 제슈프군에 속하지 않고 별도의 도시군으로 존재한다.
북쪽으로는 니스코군, 북동쪽으로는 레자이스크군, 동쪽으로는 완추트군, 프셰보르스크군, 프셰미실군, 남쪽으로는 브조주프군, 남서쪽으로는 스트시주프군, 서쪽으로는 로프치체셍지슈프군, 북서쪽으로는 콜부쇼바군과 접한다. 14개 지방 자치체(1개 도시, 5개 도시형 농촌, 8개 농촌)를 관할한다.

군기
군 문장